# Manuel Esperón
Manuel Esperón González (Ciudad de México, 3 de agosto,1911-Cuernavaca, 13 de febrero de 2011) fue un músico y actor mexicano. 
Actuó durante la época de oro del cine mexicano y ha realizado canciones para la audiencia de habla hispana como: Amorcito corazón, Flor de azalea, Ay Jalisco, No Te Rajes y No volveré, traducidas a otros idiomas y grabados por otros artistas.

## Biografía
Nació en la Ciudad de México el 3 de agosto de 1911. Desde temprana edad mostró disposición y talento para la música. En su adolescencia, se inscribe en la Academia de San Carlos y posteriormente estudia en la Escuela Superior de Música del Instituto Nacional de Bellas Artes. Su padre, Manuel Esperón Rivera, originario de la ciudad de Oaxaca, era Ingeniero Civil y de Minas y participó en el trazado de la autopista México-Cuernavaca. Su madre, Raquel González Cantú, originaria de la ciudad de Puebla, era pianista clásica y pertenecía a una familia aristocrática, siendo sus bisabuelos franceses, yucatecos y regiomontanos. De su madre heredó la vocación artística.

## Incursión al cine
Debutó en la industria cinematográfica como pianista en las salas de cine mudo, después fue arreglista y orquestador de la música que componían otros autores en el naciente cine sonoro. La primera película que musicalizó fue La mujer del puerto (número 8 en la lista de las 100 Mejores Películas del Cine Mexicano), del director Arcady Boytler. En poco tiempo logró gran reconocimiento, y así llegó a ser director musical de más de 600 películas. Paralelamente, fue director artístico de varias estaciones de radio.
En lo que se refiere al cine nacional, algunos críticos consideran que los pilares de la llamada Época de Oro del Cine Mexicano han sido Emilio "El Indio" Fernández, y los hermanos Ismael y Joselito Rodríguez como directores, Gabriel Figueroa en la fotografía y Manuel Esperón en la música popular, seguido de Rubén Fuentes.

## Reconocimientos
Manuel Esperón ha recibido 6 nominaciones a los Premios Ariel, 3 de las cuales ha sido ganador.
| Ceremonia | Año  | Categoría       | Película       | Ganador |
| --------- | ---- | --------------- | -------------- | ------- |
| II        | 1947 | Música de fondo | Cantaclaro     | Sí      |
| V         | 1950 | Música de fondo | Medianoche     | No      |
| X         | 1955 | Música de fondo | Rosenda        | Sí      |
| XI        | 1956 | Música de fondo | Cuando me vaya | No      |
| XIX       | 1977 | Música de fondo | El mar         | No      |
| XXXVII    | 1995 | Ariel de Oro    |                | Sí      |

## Trayectoria musical
Su música sigue siendo interpretada por los cantantes vernáculos y grupos de mariachis, así como por tríos de boleristas, e incluso cuenta con arreglos para orquestas sinfónicas. Recibió innumerables reconocimientos a su trayectoria en México, así como en las ciudades estadounidenses de San Antonio, Texas, y Los Ángeles, California.
La última ejecución discográfica que se conoce de Manuel Esperón como músico ocurrió en 2002, cuando acompañó personalmente al piano a la soprano y actriz Susana Zabaleta en el tema «La mujer del puerto», incluido en el disco El pasado nos vuelve a pasar, de la cantante monclovense al lado de Mauro Calderón, último intérprete del maestro.
Primeros trabajos profesionales: la película La mujer del puerto (dirigida por Arcady Boytler), la canción tema y otras más, parte del fondo musical. (1933)
Otros trabajos subsecuentes e importantes en el cine fueron:
- Juntos, pero no revueltos
- Allá en el Rancho Grande
- Dos tipos de cuidado
- ¡Ay Jalisco, no te rajes!
- El Peñón de las Ánimas
- Historia de un gran amor
- Noches de ronda
- Los tres García
- Nosotros los pobres
- Negra consentida
- Un cuerpo de mujer
- Ustedes los ricos
- Piña madura
- El ciclón del Caribe
- Cuando tú me quieras
- La niña popoff
- Pepe el Toro
- Las abandonadas
- Gran Casino

Esperón musicalizó 489 películas, con música descriptiva y canciones.
Canciones más significativas dentro del ámbito cinematográfico:
- “La Guadalupana” (Ernesto Cortázar-Manuel Esperón)
- “La mujer del puerto” (Ricardo López-Manuel Esperón)
- “Arandas” (Ernesto Cortázar-Manuel Esperón)
- “¡Ay, Jalisco, no te rajes!” (Ernesto Cortázar-Manuel Esperón)
- “Paraíso Tropical” (Ernesto Cortázar-Manuel Esperón)
- “Serenata Tapatía” (Ernesto Cortázar-Manuel Esperón)
- “Cocula” (Ernesto Cortázar-Manuel Esperón)
- “Traigo un amor” (Ernesto Cortázar-Manuel Esperón)
- “Ven” (Ernesto Cortázar-Manuel Esperón)
- “Amor de mi amor” (Ernesto Cortázar-Manuel Esperón)
- “Un gran secreto” (Ernesto Cortázar-Manuel Esperón)
- “El día que me quieras” (Amado Nervo-Manuel Esperón)
- “Carta de amor” (Ernesto Cortázar-Manuel Esperón)
- “Esos altos de Jalisco” (Ernesto Cortázar-Manuel Esperón)
- “Noche plateada” (Ernesto Cortázar-Manuel Esperón)
- “Fue casualidad” (Ernesto Cortázar-Manuel Esperón)
- “Traigo un amor” (Ernesto Cortázar-Manuel Esperón)
- “Cuando quiere un mexicano” (Ernesto Cortázar-Manuel Esperón)
- “No volveré” (Ernesto Cortázar-Manuel Esperón)
- “Un tequila con limón” (Ernesto Cortázar-Manuel Esperón)
- “Amorcito corazón” (Pedro de Urdimalas-Manuel Esperón)
- “Mi cariñito” (Pedro de Urdimalas-Manuel Esperón)
- “Flor de azalea” (Zacarías Gómez-Manuel Esperón)
- “Maldita sea mi suerte” (Pedro de Urdimalas-Manuel Esperón)
- “Yo soy mexicano” (Ernesto Cortázar-Manuel Esperón)
- “Vengo a verte otra vez” (Ernesto Cortázar-Manuel Esperón)
- “Maigualida” (Ernesto Cortázar-Manuel Esperón)
- “El apagón” (Ernesto Cortázar-Manuel Esperón)
- “Mía” (Felipe Bermejo-Manuel Esperón)
- “Desprecio” (Ernesto Cortázar-Manuel Esperón)

Compuso estas y otras más, hasta completar la musicalización y coautoría de alrededor de 300 canciones de éxito, con la particularidad de que fueron compuestas ex profeso para las películas donde fueron grabadas. En total, tiene registradas más de 900 canciones en la Sociedad de Autores y Compositores de México, incluyendo algunas letras y música inédita que dejó grabada solo con su último intérprete oficial, Mauro Calderón.
Manuel Esperón fue el director musical y compositor de cabecera de los dos más grandes astros de la canción mexicana: Jorge Negrete y Pedro Infante, desde su debut, hasta la muerte de ambos.
Con ellos, y otras reconocidas figuras, dirigió musicalmente en diferentes épocas, los programas de televisión como “Ella y él” (Jorge Negrete – María Félix), “Noches Tapatías”  (Lola Beltrán y varios cantantes vernáculos), “Así es Mi Tierra” (con cantantes folclóricos, mariachis, tríos, orquesta y coros, durante tres épocas además de dirigir a Vicente Fernández en su inicio de televisión, así como a Alberto Vázquez cantando ranchero.
Otros astros de la canción que fueron dirigidas por el maestro Esperón en cine, fueron: Libertad Lamarque, Luis Aguilar, Pedro Vargas, Miguel Aceves Mejía, María Félix, Lola Beltrán, Ernestina Garfias, María Antonieta Pons, Sofía Álvarez, Sarita Montiel, Elsa Aguirre, Silvia Pinal, Irma Dorantes, Joaquín Pardavé, Antonio Badú, Ramón Armengod, Emilio Tuero, Carmen Sevilla, Manuel Capetillo, El Charro Avitia, Flor Silvestre, Antonio Aguilar, Adolfo Garza, Julio Aldama, Jorge “Che” Reyes, Trío Los Calaveras, Germán Valdez “Tin Tan”, Mario Moreno "Cantinflas", Javier Solís, María de Lourdes y Lucha Villa.
Cabe mencionar que en la actualidad, cantantes de fama internacional están retomando con éxito sus canciones como:
- Julio Iglesias – “¡Ay Jalisco no te rajes!” (Ernesto Cortázar- Manuel Esperón)
- Plácido Domingo - “Serenata tapatía” (Ernesto Cortázar- Manuel Esperón)
- Yuri - “El apagón” (Ernesto Cortázar- Manuel Esperón)
- José Luis Rodríguez “El Puma” - “No volveré” (Ernesto Cortázar- Manuel Esperón)
- Thalía - “A La orilla del mar” (Ernesto Cortázar- Manuel Esperón)
- Tania Libertad - “Flor de azalea” (Zacarías Gómez - Manuel Esperón) y “Mía” (Felipe Bermejo - Manuel Esperón) a dueto con Armando Manzanero
- Luis Miguel - “Amorcito corazón” (Pedro de Urdimalas - Manuel Esperón)
- Su último intérprete oficial:  Mauro Calderón, - “Carta de amor” y “Yo soy mexicano” (Ernesto Cortázar- Manuel Esperón)

En 1943, Esperón toma responsabilidad de organizar musicalmente a los grupos de mariachis, que en ese entonces tocaban sin técnica alguna, pues tocaban sin organización, sin partituras ni dirección musical. El primer grupo de mariachi que organizó fue el Mariachi Vargas, con la canción Cocula (de su autoría), para acompañar a Jorge Negrete.
A partir de entonces, se ha vuelto casi obligatorio para los mariachis, aprender a leer música, o por lo menos tener un director musical.
Manuel Esperón colaboró con todos los directores cinematográficos de la industria, destacando entre ellos, Don Miguel Zacarías, Emilio “El Indio” Fernández, Ismael Rodríguez, Luis Buñuel, Alejandro Galindo, Chano Urueta, Tito Davison, Joselito Rodríguez, Don Ramón Pereda, Emilio González Muriel, Fernando Soler, Julián Soler, Juan Bustillo Oro, Rogelio González, René Cardona, y René Cardona Jr., Miguel Delgado, Norman Foster, y Don Fernando Fuentes entre otros.
Fue invitado en varias ocasiones a trabajar en compañías productoras cinematográficas norteamericanas como son:
Metro Goldwyn Mayer para la película Sombrero, Paramount Pictures para Día de fiesta en el trópico, y Walt Disney con Los tres caballeros.
Teniendo que declinar la oferta para permanecer en Hollywood, pues se encontraba bajo contrato en México con la compañía Films Mundiales.
Sus últimas colaboraciones en cine fueron:
Todo un hombre, La vida de Guty Cárdenas, En el camino andamos, El chubasco, Terror en los barrios, Siempre en domingo, Acorralado, Por tu maldito amor, Mi querido viejo.
Además de sus trabajos cinematográficos, trabajó en arreglos a nivel orquestal sinfónico de la música tradicional mexicana antigua y contemporánea, así como de las canciones más importantes de su autoría y de otros compositores mexicanos como Guty Cárdenas, Ricardo Palmerín, Pepe Guízar, José Alfredo Jiménez, Alfredo Carrasco y Agustín Lara, entre otros.
Con estos números se organizaron conciertos y se estrenó también a nivel internacional, su suite titulada: “México 1910”, que contiene música mexicana que abarca cuatro décadas desde 1910 hasta 1950, desarrollada a nivel orquestal y coral; junto con un arreglo que escribió de los valses clásicos del México romántico, también para orquesta sinfónica completa, coro mixto de cien voces y soprano coloratura. Cabe mencionar que la primera serie de estos conciertos fue presentada bajo la batuta del director Sergio Cárdenas, con gran éxito en una de las salas de conciertos más importantes de México. La Sala Netzahualcoyotl, en la Ciudad de México; así como en diversas ciudades del interior de la república, como Querétaro (Auditorio Josefa Ortiz de Domínguez) y Oaxaca (Teatro Álvaro Carrillo), entre otras.
Además de música para películas, Esperón fue requerido para componer los himnos del colegio Columbia, y del Instituto Politécnico Nacional, con letra de Carlos Pellicer.
Desde 2007 se realizan giras con la música del maestro Esperón en distintas partes del mundo, con quien Manuel nombró su último intérprete oficial: el tenor Mauro Calderón, por reunir las características necesarias para interpretar su música.
El nombre del compositor Manuel Esperón figura ya en dos enciclopedias Selecciones del Reader’s Digest y Uteha.

## Premios y distinciones
En 1989 fue ganador del Premio Nacional de Ciencias y Artes en el área de Artes y Tradiciones Populares entregado por el presidente de la república. En 2001, se le hizo un homenaje en el Palacio de Bellas Artes en el centro histórico de la Ciudad de México. Pese a su debilidad visual, fue presidente honorario vitalicio de la Sociedad de Autores y Compositores de México. Autor de la MÚSICA de las canciones que fueron éxitos en las voces de los máximos ídolos de México Jorge Negrete y de Pedro Infante en muchas de éstas colaboró con personajes como: Amado Nervo, el poeta jalisciense Ernesto Cortázar como letrista, Gilberto Parra Paz, entre otros.
1941 
- Recibe el equivalente al Ariel, otorgado por los periodistas cinematográficos por la película “¡Ay Jalisco no te rajes!”.
- Medalla de Oro RCA, por manejo de la sala de grabación y consola de sonido en los ahora desaparecidos estudios Clasa, como director de grabaciones.
- Premio especial del periódico Excélsior por la canción “Cocula” en la película “El Peñón de las Animas”.
- Placa de Plata por “Allá en el Rancho Grande”.
1945
- Ariel por la música de la película “Cantaclaro”.
1952
- Dirige una temporada en el teatro Lírico de la Ciudad de México con las dos estrellas más grandes de México, Jorge Negrete y Pedro Infante, cuyas presentaciones cruzan el 12 de diciembre de ese año para lo cual el Maestro Esperón compone una canción para que la estrenen los dos astros del cine mexicano, y esta canción es "La Guadalupana", con letra de Ernesto Cortázar, quizá el tema más famoso compuesto a la Patrona de América.
1953
- Ariel por la musicalización de la película “Cuando me vaya”, basada en la vida de la compositora María Griver.
1958
- Medalla de oro “Gonzalo Curiel” que otorga la Sociedad de Autores y Compositores (SACM), por 25 años consecutivos de playbacks para cine.
1966
- Nombramiento por el Gobierno del Estado de Jalisco como hijo adoptivo del Edo. Y de la Ciudad de Guadalajara, en vista del éxito de la producción musical dedicada a enaltecer a este estado.
1971
- El 15 de enero recibe de la SACM un reconocimiento como socio fundador.
- La compañía Nestlé y la SACM, le otorgan un diploma por su colaboración en la organización y desarrollo del “Primer Festival de la Canción al Niño”, como testimonio de su apreciable labor, que hizo posible que todos los niños de México tuvieran una canción especialmente compuesta para ellos.
- 1972 El 10 de diciembre, por su participación en el concurso y concierto de la Canción del Estado de México.
- El 16 de enero, la SACM, le otorga un diploma por haber ocupado el cuarto lugar en el Primer Concurso del Corrido Mexicano.
1973 
- La Secretaría de Turismo y la SACM, le otorgan un diploma como reconocimiento por su labor promocional en el centro turístico y Cultural de los Compositores.
- El Departamento del Distrito Federal le otorga un diploma por su relevante participación en los eventos socio – culturales ofrecidos a los habitantes de esta Ciudad de México.
1974
- Recibe un diploma y la Batuta de Plata por parte del gobierno de Arandas, Jal. Por su canción del mismo título.
- Recibe agradecimiento por su participación en el concurso Nacional MÉXICO, del Festival OTI 74.
1975
–El 6 de diciembre, recibe reconocimiento del Ayuntamiento y el pueblo de Tecatitlán, Jal. Por su destacada trayectoria y sus relevantes méritos como compositor mexicano y por su canción “Cocula”.
1976
- Se le otorga la Lira de Oro, máximo galardón del Sindicato Único de Trabajadores de la Música, como reconocimiento a su labor en pro de la Música Mexicana.
1977
- Recibe reconocimiento de la Academia Mexicana de Ciencias y Artes cinematográficas A.C, por la película “El Mar”.
1978
- Festival OTI 78 por su brillante aportación en pro de la Música Mexicana.
- La SEP le otorga un diploma como testimonio, por haber prestado si valiosa colaboración como miembro del H. Jurado Calificador, en el concurso Nacional de El Corrido Mexicano “Samuel M. Lozano”.
1979
- La Cineteca Nacional le otorga diploma por su meritoria labor dentro de la Industria Cinematográfica Mexicana.
1980
- FONAPAS Morelos y el Gobierno del Estado, le otorga diploma por su participación como jurado en el Concurso de Bandas “Día del Pericón”.
1981
- Le es otorgada la presea Quetzalcóatl por cincuenta años de labor ininterrumpida en el Cine Nacional, esta ha sido instituida por la Dirección de Cinematografía.
1984
- Se le hace entrega de la medalla al Mérito Cinematográfico concedida por la Dirección de Cinematografía por medio de la Cineteca Nacional, esta presea lleva el nombre “Salvador Toscano” en honor al ilustre pionero de la cinematografía mexicana y que se concede anualmente siendo sus anteriores destinatarios el fotógrafo Don Gabriel Figueroa y el director Don Emilio Fernández, así como los directores Juan Bustillo Oro y Don Miguel Zacarías.
1985
- Medalla de oro SACM “Agustín Lara” por más de cincuenta años dedicados al cine.
- Galardón Nacional “Ocho Columnas de Oro”, por parte de la Universidad de Guadalajara.
1986
- El 15 de diciembre recibe por parte de la cineteca Nacional, un reconocimiento como forjador del Cine Popular Mexicano, en el 50 Aniversario de la filmación de la película “Allá en el Rancho Grande”.
- Recibe por parte de la XEQ, presea en reconocimiento y homenaje por su participación en el festival de los Grandes de la canción Ranchera y Norteña.
1989 
- Reconocimiento y medalla de oro por Trayectoria Autoral y Defensa de los intereses de los compositores (SACM), Consejo Directivo.
- El Presidente Carlos Salinas de Gortari le otorga un reconocimiento y El Premio Nacional de las Ciencias y Artes 1989, en el campo de las Artes y Tradiciones Populares, por la calidad de su obra musical y de su manifesto espíritu de mexicanidad que ha contribuido al enriquecimiento del acervo cultural del país.
1990
- Le es otorgada la Diosa de Plata de PECIME (Periodistas Cinematográficos).
- El H. Ayuntamiento de la Ciudad de Guadalajara le entrega un diploma y una medalla de oro, por 57 años de creación artística en beneficio del Edo. De Jalisco y de la Ciudad de Guadalajara.
- Le es concedido por el COMEDEP, el ingreso al Salón de la Fama.
- La Secretaría de Turismo le otorga una presea, en testimonio de gratitud en el Primer Gran Festival Nacional de composición creativa “México Lindo y Querido”.
1991 
- El 6 de agosto, recibe un reconocimiento de la RTC, por su brillante trayectoria, como compositor de música original para el Cine Mexicano.
1993
- Recibe el premio “Heraldo” nuevamente.
- Calendario Azteca de AMPRIT (Asociación de Periodistas de Radio y Televisión).
1994
- Reconocimiento por parte de la Universidad de la Américas Puebla.
1995
- Recibe por parte de la SACM un diploma por su constante y destacada labor al impulso de la música mexicana.
- Recibe de la Academia de Artes y Ciencias Cinematográficas, el Ariel de Oro por su invaluable aportación a la cinematografía nacional, como compositor y musicalizador.
1996
- En Cocula, Jal. Es invitado a colocar la primera piedra en la que será la primera escuela de mariachi que llevará su nombre.
- Recibe la presea “L. Carrillo I.” Como forjador del Cine Mexicano, conmemorando los 100 años del cine en feliz coincidencia con los 30 años de Luis Carrillo E. Izaguirre.
- El Instituto Politécnico Nacional le realiza un homenaje, en el cual es develada una placa en su honor, en agradecimiento a su realización del Himno de dicho Instituto.
- El 8 de noviembre, se le rinde homenaje en el Lienzo Charro organizado por Diana Negrete y la Asociación Nacional de Charros, en conmemoración a sus 65 años de carrera.
2000
- Recibe reconocimiento del “Festival del Día del Mariachi” como pilar de la música mexicana.
- El 16 de marzo en la Universidad de Las Américas, Puebla se lleva a cabo la semana de Manuel Esperón, dentro del programa el Cine Mexicano durante la cual, se ejecutó un concierto con música del Mtro. Esperón como homenaje a su trayectoria.
- Agradecimiento por su comprometida labor en Construcción de un México Nuevo, del presidente Vicente Fox Quesada.
2001
- El 6 de mayo La Dinastía Negrete le rinde Homenaje por sus 69 años de destacada labor artística.
- El 3 de agosto recibe un reconocimiento de la SACM por sus 70 años de vida musical.
- El 22 de agosto recibe reconocimiento del Club Rotario Zona Rosa, por haber creado tan bellas canciones y ser orgullo de México.
- Reconocimiento del Gobierno del Distrito Federal, Delegación Cuauhtémoc por su ejemplar trayectoria artística.
- La Delegación Benito Juárez le otorga la presea en reconocimiento por su 90 aniversario, en la Casa de Cultura del Periodista.
- En septiembre se le rinde homenaje de parte de la Presidencia Municipal de San Miguel de Allende, por su aportación a la música mexicana.
- El 21 de octubre se le rinde homenaje por parte de los Músicos Jubilados y Pensionados de Bellas Artes, con un concierto ejecutado en dicho recinto, con obras del Mtro. Esperón y por primera vez, se ejecuta su “Suite México 1910” en el Palacio de Bellas Artes, con la voz del Tenor Mexicano Mauro Calderón (último intérprete de la obra del maestro).
- Recibe Medalla Agustín Lara, por sus 70 años de músico–compositor, por parte del Gobierno de Veracruz.
2002
- En abril es invitado por la Universidad Iberoamericana, a presidir una conferencia durante la semana de Comunicaciones.
- Reconocimiento por parte del festival Trova Yucateca, en el teatro María Teresa Montoya.
- El 30 de abril recibe reconocimiento por parte de la Sociedad Mexicana de Ortopedia A.C.
- El 20 de mayo el Centro de Estudios de comunicación social, le otorga diploma por su brillante conferencia.
- El 24 de mayo recibe por parte de la SACM un homenaje por su fecunda labor como musicalizador de películas del cine mexicano, que le han otorgado prestigio nacional e internacional.
- El 4 de septiembre recibe reconocimiento por su brillante participación en la ceremonia de entrega de Las Lunas del Auditorio Nacional 2001- 2002.
- El 13 de septiembre se le rinde homenaje por parte de la Dirección de Cultura del H. Ayuntamiento de Cuernavaca, dentro del marco de los juegos florales de 2002.
- El 26 de septiembre el H. Ayuntamiento de Guadalajara, a través de la Oficialía Mayor de Cultura, le otorga un homenaje por su brillante trayectoria artística en el Teatro Degollado, donde se realiza un concierto con sus canciones al Estado de Jalisco y la voz del Tenor Mauro Calderón.
- El 27 de septiembre recibe reconocimiento por su destacada trayectoria profesional que le ha hecho merecedor a una placa con sus huellas en el paseo de las Luminarias en Galerías plaza de las Estrellas.
- El 10 de noviembre en el Palacio de Bellas Artes se ejecuta un concierto dedicado al Estado de Jalisco con la “Suite Jalisciense Manuel Esperón” con gran éxito.
2003
- El 25 de enero en el festival del Mariachi del Nuevo Milenio le entregan la medalla Manuel Esperón.
- El 31 de agosto se hace el homenaje “El Cine Mexicano y Sus Canciones” en el Palacio de Bellas Artes.
- El 16 de septiembre, recibe la medalla de oro, Mariachi México de Pepe Villa.
- El 20 de septiembre se le otorga el reconocimiento “Boleros y Mucho más, Nostalgia”.
- El 7 de octubre recibe el “Premio Bravo” que otorga la Asociación Rafael Banquells A.C.
- Se le rinde homenaje en el “Festival en Corto” en San Miguel de Allende.
- Es nombrada la Diosa de Plata Manuel Esperón, para premiar a lo mejor de la música de cine.
2004
- Recibe la medalla Gran Orden de Honor al Mérito Autoral, por parte de INDAUTOR.
- Recibe reconocimiento en la ceremonia de entrega del Ariel.
- Recibe el 31 de agosto el Laurel de Oro a la Calidad, premio que otorga la Cámara de Comercio de España.
2005
- Recibe homenaje en Long beach California por la Confederación de comunidades jaliscienses.
, - Ahí nombra como su intérprete oficial al tenor mexicano Mauro Calderón, quien también es nombrado hijo adoptivo de Jalisco por el gobernador Francisco Javier Ramírez Acuña
2009
- Homenaje para celebrar 80 años de músico por su último intérprete Mauro Calderón, El Maestro Aldo Delgadillo al órgano sinfónico y el Mariachi Real de Santa Cecilia.
2010
- Develación del busto en la Sociedad de Autores y Compositores de Música.
2010
- Se devela su busto en el jardín de los compositores en la Ciudad de México.
- Es develada su estatua en la plaza Garibaldi, el lugar más emblemático de los Mariachis. 
A nivel internacional.
PRESEAS Y HOMENAJES INTERNACIONALES
1983
- Es nombrado “Señor Internacional” en representación de México (con Henry Cisneros por parte de Estados Unidos.
- El 17 de febrero recibe reconocimiento de parte de la República de Río Grande, Laredo.
- El 22 de febrero recibe reconocimiento por sus 50 años de trayectoria profesional y designado “Señor Internacional” del Ayuntamiento de Nuevo Laredo, Tam.
1986
- El 4 de mayo recibe del alcalde Tom Bradley un reconocimiento por parte de la Ciudad de Los Ángeles, Ca.
1995
- El 25 de marzo recibe un reconocimiento por parte de la Ciudad de los Ángeles.
1996
- Recibe otro reconocimiento por parte de la Ciudad de Los Ángeles, esta vez por parte de los Miembros del Concilio Richard Alatorre.
1997
- Su canción “No Volveré” es premiada por BMI por ser la canción mexicana más difundida y popular en los Estados Unidos de América.
1998
- El 12 de junio es llevado a cabo en el Morton H. Meyerson Symphony Center, en Dallas Texas, el sexto Festival de Música Hispanoamericana, en el cual, fue convocado a participar como invitado de honor en representación de México, con tres de sus arreglos sinfónicos: “Popurrí Manuel Esperón”, y “Amorcito Corazón” así como “El Son de la Negra”, ejecutados por la Dallas Symphony Orchestra, dirigida por el Mtro. Germán Gutiérrez.
- El 10 de julio es instituido como “El día de Manuel Esperón”, en la Ciudad de Albuquerque, Nuevo México, esto enmarcado por los eventos del Festival del Mariachi, en donde también le fue otorgado un retrato, y placa que serán colocados en la Universidad de Nuevo México, Albuquerque, además de recibir el nombramiento de “Padre de la Música Mexicana”.
1999
- El 8 de abril recibe reconocimiento por su contribución en el “Proyecto Zapotlán” en Denton, Texas.
- Recibe homenaje el 9 de abril, en Dallas, Texas.
- El día 16 de marzo recibe reconocimiento por su contribución al mundo de la música latinoamericana de la Texas Christian University.
- El 27 de abril, recibe homenaje por parte de “The State of Texas, House of Representatives”.
2000
- El 27 de abril recibe homenaje en Dallas, Texas.
2002
- Del 5 al 13 de abril homenaje en “TCU Latin American Arts Festival” de Texas Christian University, por ser el compositor más prolífico del Cine Mexicano.
- Recibe el 24 de mayo reconocimiento por su fecunda labor como musicalizador de películas que han enriquecido al cine mexicano, dándole prestigio a nivel internacional.
- Recibe el 21 de septiembre dentro del Festival Fiesta Mexicana de Indianápolis, un homenaje y se ejecutan algunas de sus piezas a nivel sinfónico, sobresaliendo su “Suite México 1910”.
2004
- Recibe el premio del Consejo Directivo Trustees Award, que otorga el Consejo Directivo de la Academia Latina de Grabación (Latin Recording Academy) dentro de la entrega de premios GRAMMY Latino, en la ciudad de Los Ángeles, California. Siendo el primer latino a quien es otorgado dicho premio. Entre las personalidades que han sido merecedoras de esta distinción se encuentran, Los Beatles, Frank Sinatra, George Gershwin, Thomas Alva Edison, Duke Ellington y Walt Disney, entre otros.
2005
- Recibe el homenaje en el Festival internacional de Fresno, Cal. que es el evento central del Festival donde El legendario Mariachi de Negrete (El Mariachi Vargas de Tecalitlán) y el de Infante (El Mariachi México de Pepe Villa), y es nombrado el 14 de marzo día Manuel Esperón en Fresno, Cal., esa noche El México de Pepe Villa y El tenor internacional Mexicano Mauro Calderón interpretan sus grandes éxitos.
2010
Homenaje en la Ciudad jalisciense que lleva el nombre de la primera canción ranchera que compusiera el Maestro Esperón: "Arandas".

## Fallecimiento
El domingo 13 de febrero de 2011 a las 12:10 horas falleció de un paro respiratorio a los 99 años de edad en Cuernavaca, Morelos.

## Premios
- Medalla Salvador Toscano al Mérito Cinematográfico, 1984.